# Al final del arco iris (novela)
Al final del arco iris (título original Rainbows End) es una novela de ciencia ficción del escritor estadounidense Vernor Vinge publicada en 2006 ganadora de los premios Hugo y Locus de 2007.
La novela amplía ideas tomadas de sus relatos Fast Times at Fairmont Hight y Synthetic Serendipity.
La novela trata, entre otros temas, de «la inteligencia superhumana que puede resultar de la conexión electrónica de un vasto número de personas».

## Argumento
Robert Gu es un famoso poeta de un futuro cercano al que la medicina moderna consigue curar de la enfermedad de Alzheimer y rejuvenecer.
Gu despierta en un mundo diferente al que recordaba de antes de sufrir la enfermedad de Alzheimer. En este mundo existe una nueva realidad aumentada global mediante componentes virtuales generados informáticamente, a la que se accede con una interfaz informática llamada Epifanía, y en la que colaboran millones de personas.

## Recepción
La novela ganó los premios Hugo y Locus de 2007 y fue nominada a los premios John W. Campbell Memorial y Prometheus también de 2007.

## Ediciones en español[4]
- Vinge, Vernor (2008). Al final del arco iris (Pedro Jorge Romero, trad.). Barcelona: Ediciones B. ISBN 9788466637763.